# Marduk-apla-iddina II.

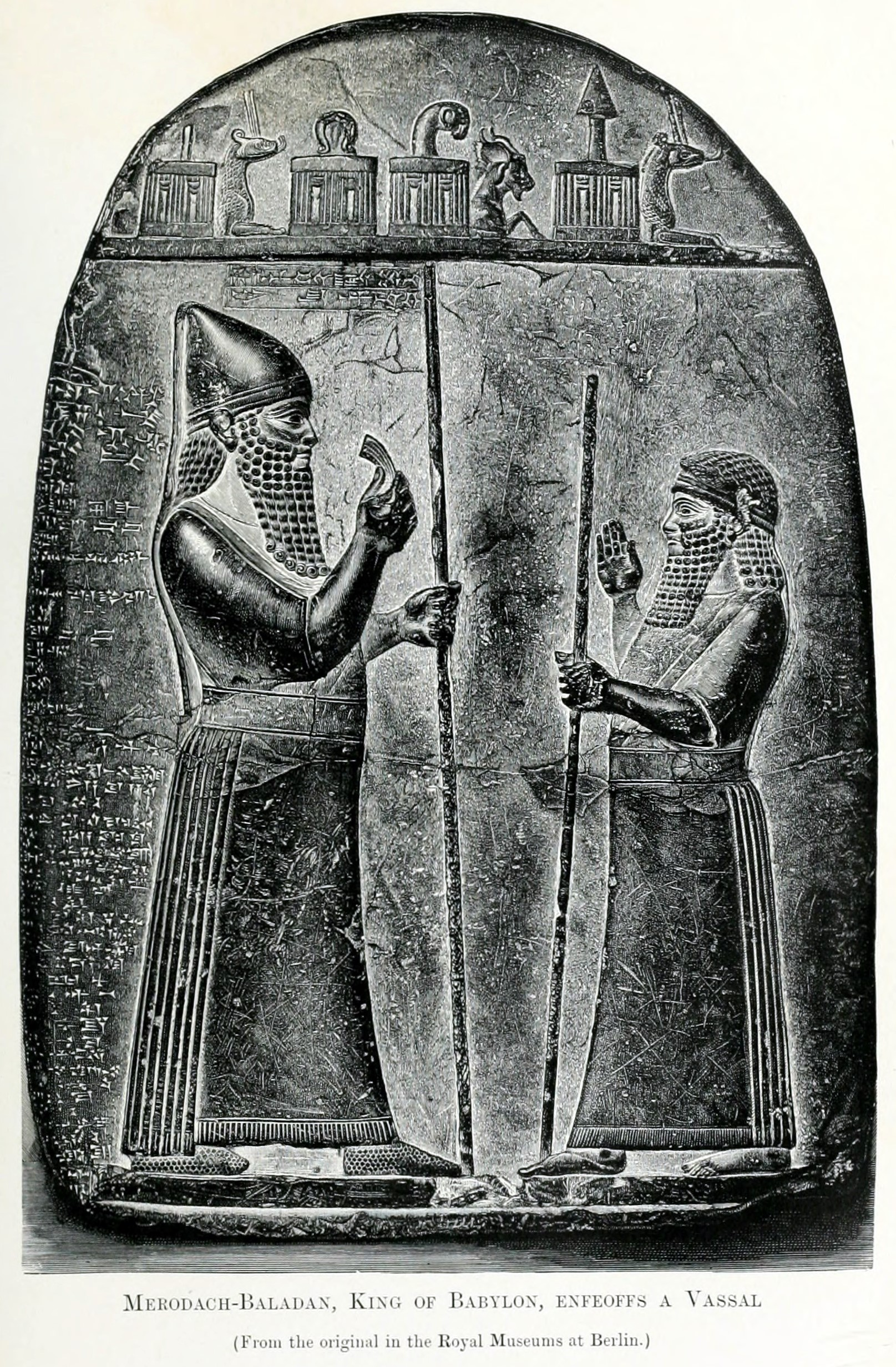
Marduk-apla-iddina II.

Marduk-apla-iddina II. (biblisch: Merodach-Baladan) war ein Chaldäer vom Stamm der Bit Jakin im späten 8./frühen 7. Jahrhundert v. Chr.
Marduk-apla-iddina wird das erste Mal 729 v. Chr. in Quellen erwähnt. Er nutzte die Wirren im Assyrerreich aus und eroberte Babylonien im Jahr 721 v. Chr. Er bemühte sich um eine anti-assyrische Allianz und förderte im Inneren die Tempel sowie die Wirtschaft. 710 v. Chr. wurde er von Sargon II. besiegt.

„Ihn selbst samt seiner Frau, seinen Söhnen, seinen Töchtern […] und seinen Untertanen brachte ich (Sargon) zusammen und machte sie zu Kriegsgefangenen.“

703 v. Chr. herrschte er nochmals neun Monate lang als König von Babylon, bevor er in der Nähe Kischs von Sanherib besiegt wurde. Marduk-apla-iddina zog sich nach Chaldäa zurück, wo er aber bald darauf von den Assyrern vertrieben wurde. Er verstarb wohl vor 694 v. Chr.
In der Bibel wird Marduk-apla-iddina als Merodach-baladan, der Sohn Baladans, erwähnt, der eine Gesandtschaft nach Jerusalem an den Hof des judäischen Königs Hiskija schickte. Ziel dieser Mission war vermutlich die Bildung einer antiassyrischen Koalition.
Eine Tontafel, die die Pflanzen des königlichen Heilkräutergartens aufzählt, ist bedeutsam für die Garten- und Medizingeschichte. So weiß man aus dieser Schrift z. B., dass Portulak als Heilmittel verwendet wurde.